# لاشون ميريت
لاشون ميريت (بالإنجليزية: LaShawn Merritt)‏ مواليد 27 يونيو 1986 في بورتسموث، فرجينيا، الولايات المتحدة، هو عداء أمريكي متخصص في سباق 200 متر و400 متر. فاز بالميدالية الذهبية في بطولة العالم لألعاب القوى.

## الميداليات
| الميدالية | المسابقة                                    |
| --------- | ------------------------------------------- |
| ذهبية     | الألعاب الأولمبية الصيفية 2008              |
| ذهبية     | الألعاب الأولمبية الصيفية 2008              |
| ذهبية     | بطولة العالم لألعاب القوى 2005              |
| ذهبية     | بطولة العالم لألعاب القوى 2007              |
| ذهبية     | بطولة العالم لألعاب القوى 2009              |
| ذهبية     | بطولة العالم لألعاب القوى 2011              |
| ذهبية     | بطولة العالم لألعاب القوى 2013              |
| ذهبية     | بطولة العالم لألعاب القوى 2015              |
| فضية      | بطولة العالم لألعاب القوى 2015              |
| ذهبية     | بطولة العالم لألعاب القوى داخل الصالات 2006 |
| ذهبية     | بطولة العالم للناشئين لألعاب القوى 2004     |

## روابط خارجية
- لاشون ميريت على موقع الاتحاد الدولي لألعاب القوى (الإنجليزية)
- لاشون ميريت على موقع الاتحاد الأمريكي لسباقات المضمار والميدان (الإنجليزية)
- لاشون ميريت على موقع الاتحاد الأمريكي لسباقات المضمار والميدان (الإنجليزية)
- لاشون ميريت على موقع الدوري الماسي (الإنجليزية)
- لاشون ميريت على موقع أوليمبيديا (الإنجليزية)
- لاشون ميريت على موقع اللجنة الأولمبية والبارالمبية الأمريكية (الإنجليزية)